# Генрі Авґустус Сміт
Генерал Сер Генрі Август Сміт  (25 листопада 1825 — 19 вересня 1906) — старший офіцер Британської армії. Він був сином адмірала Вільям Генрі Сміт і братом астронома Чарльз Піацці Сміт і геолога сера Варінгтон Вілкінсон Сміт. З його сестер Генрієтта вийшла заміж за теолога Бадена Пауелла, а Джорджіана — за анатома сера Вільям Генрі Флауер.

## Військова кар'єра
Народився 25 листопада 1825 року в Вестмінстері та навчався в Бедфордській школі, Сміт був призначений другим лейтенантом у Королівську артилерію в 1843 році. Він служив у Кримській війні і був присутній під час Облоги Севастополя. Він став комендантом гарнізону та військового округу Вулідж у 1882 році та Головнокомандувачем військ у Південній Африці в 1886 році. У 1888 році Сміт зібрав армію з 2000 військових і вирушив до Зулуленду, щоб придушити там повстання.
Сміт став виконуючим обов'язки губернатора Капської колонії, а також виконуючим обов'язки Верховного комісара Південної Африки в 1889 році. Він став Губернатор Мальти в 1890 році, перш ніж піти у відставку в 1893 році.

## Сім'я
14 квітня 1874 року в Ліллінгтон, Уорікшир, він одружився з Гелен Констанс Грівз (1845–1932), дочкою Джон Вайтхед Грівз і сестрою Джон Ернест Грівз. У них не було дітей. Сміт помер 18 вересня 1906 року в Стоуні, Бакінгемшир, і був там похований.